# سان رمان د لس منتس
سان رمان د لس منتس (به اسپانیایی: San Román de los Montes) یک شهرستان در اسپانیا است که در استان تولدو واقع شده‌است.

## خصوصیات
سان رمان د لس منتس ۴۵ کیلومترمربع مساحت و ۱٬۳۶۹ نفر جمعیت دارد و ۴۴۰ متر بالاتر از سطح دریا واقع شده‌است.